# 切比雪夫方程
切比雪夫方程（英語：Chebyshev equation）是指二阶线性常微分方程
{\displaystyle (1-x^{2}){d^{2}y \over dx^{2}}-x{dy \over dx}+p^{2}y=0}
其中p为一实常数。该方程是以俄罗斯数学家巴夫尼提·切比雪夫的名字命名的。
方程的解为幂级数
{\displaystyle y=\sum _{n=0}^{\infty }a_{n}x^{n}}
其中系数可通过以下递推关系式计算：
{\displaystyle a_{n+2}={(n-p)(n+p) \over (n+1)(n+2)}a_{n}.}
级数在{\displaystyle x\in [-1,1]}上收敛（对递推关系式应用比值审敛法可得）。
递推关系的初值a0与a1可为任意值，由此可得微分方程不同的特解。通常初值可取为：
a0 = 1 ; a1 = 0，可得解
{\displaystyle F(x)=1-{\frac {p^{2}}{2!}}x^{2}+{\frac {(p-2)p^{2}(p+2)}{4!}}x^{4}-{\frac {(p-4)(p-2)p^{2}(p+2)(p+4)}{6!}}x^{6}+\cdots }
以及
a0 = 0 ; a1 = 1，可得解
{\displaystyle G(x)=x-{\frac {(p-1)(p+1)}{3!}}x^{3}+{\frac {(p-3)(p-1)(p+1)(p+3)}{5!}}x^{5}-\cdots .}
通解可表示为以上两特解的任意线性组合。
当p为整数时，两个函数中有一个为有限项：p为偶数时F为有限项，反之G为有限项。此时，那个为有限项的函数是一个p次多项式，并与p次切比雪夫多项式成比例：
{\displaystyle T_{p}(x)=(-1)^{p/2}\ F(x)\,} （p为偶数）
{\displaystyle T_{p}(x)=(-1)^{(p-1)/2}\ p\ G(x)\,} （p为奇数）